# Улу (нож)

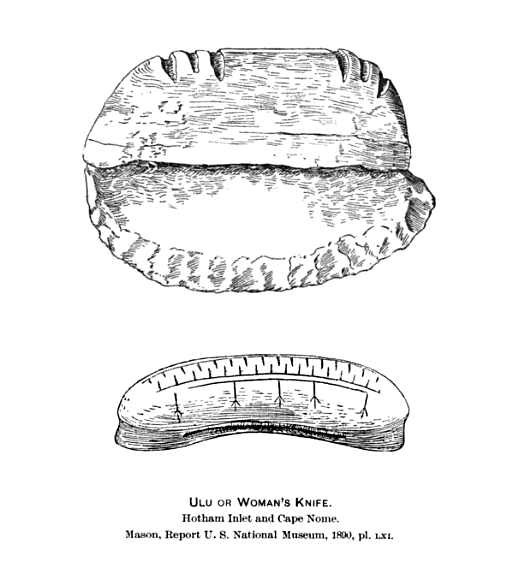
Каменные улу

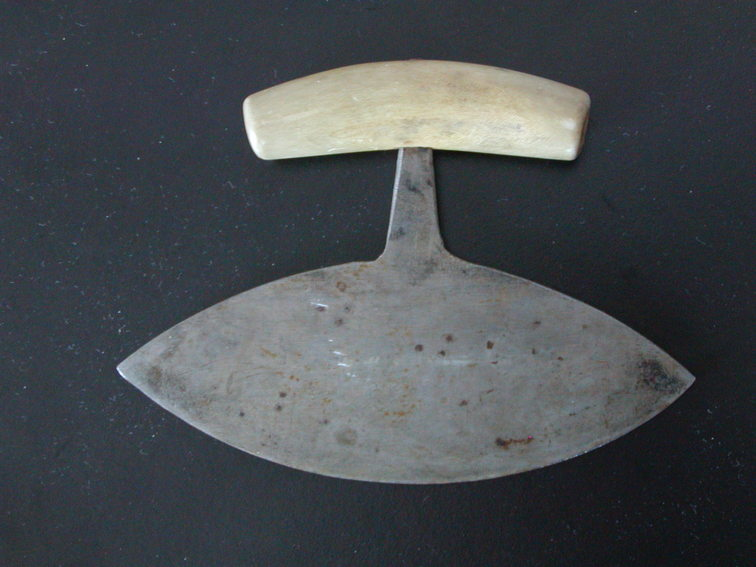
Улу

Улу  — традиционный каменный или железный нож народов Севера. Повсеместно вошедшее в обиход название происходит от американских эскимосов. Азиатские эскимосы называют его «уляк», а чукчи — «пекуль». В период существования Русской Америки у русских было в ходу название «пеколка» или «пекулка». Использовался такой нож и индейцами атабасками (названия у них были свои).
Отличается рукоятью, расположенной непосредственно на обухе или с его стороны. Лезвие чаще сильновыпуклое, представляющее собой часть круга. Улу повсеместно известен как «женский нож» или «кроильный нож».

## История и описание
Древнейшие сланцевые шлифованные ножи типа улу обнаруживаются на стоянках прибрежной лахтинской культуры. Там они имеют довольно произвольные формы. Подобные ножи имеются и в древнеберингоморской культуре.
В древнейшем варианте улу изготавливались наподобие большого поперечного скребла из грубо оббитых разных форм шлифованных пластин сланца.  Реже использовался другой камень, например, обсидиан. Уже в каменных ножах закрепилась привычная округлая форма лезвия. Такую же форму сохранили металлические изделия. Но лезвие каменных улу не всегда изготовлялось в виде части круга. Реже это была сильно вытянутая лопатообразная или, наоборот, более или менее уплощенная форма. В его поверхности могло сверлится отверстие, предназначенное для темляка.
Рукоятка у каменных улу была не всегда. Для неё часто брался рог оленя, клык моржа, иногда рукоять выполнялась в виде плетёнки из корней деревьев, широко использовался массив дерева. Рукоятка могла покрываться орнаментом или быть выполнена в форме фигурки какого-либо животного. Железные улу соединяются с рукояткой по всей плоскости или с помощью одного или двух хвостовиков.

## Использование
Подобная форма ножа была распространена у многих северных народов и связана, видимо, с его преимущественным назначением для разделки животных (свежевания), выделки кож и скорняжных работах (кройка). Кроме того, улу использовался как многофункциональный инструмент для приготовления пищи и многого другого. В современном мире практически не применяется, хотя существуют фирмы в США, Канаде и Финляндии, которые изготавливают подобные ножи для удовлетворения спроса туристов, в качестве предметов интерьера и для незначительного практического применения. Они могут также снабжаться особыми разделочными досками с углублением, соответствующим профилю лезвия. Хотя чаще используется плоская доска или даже поперечный спил древесного ствола.

## Аналогичные ножи

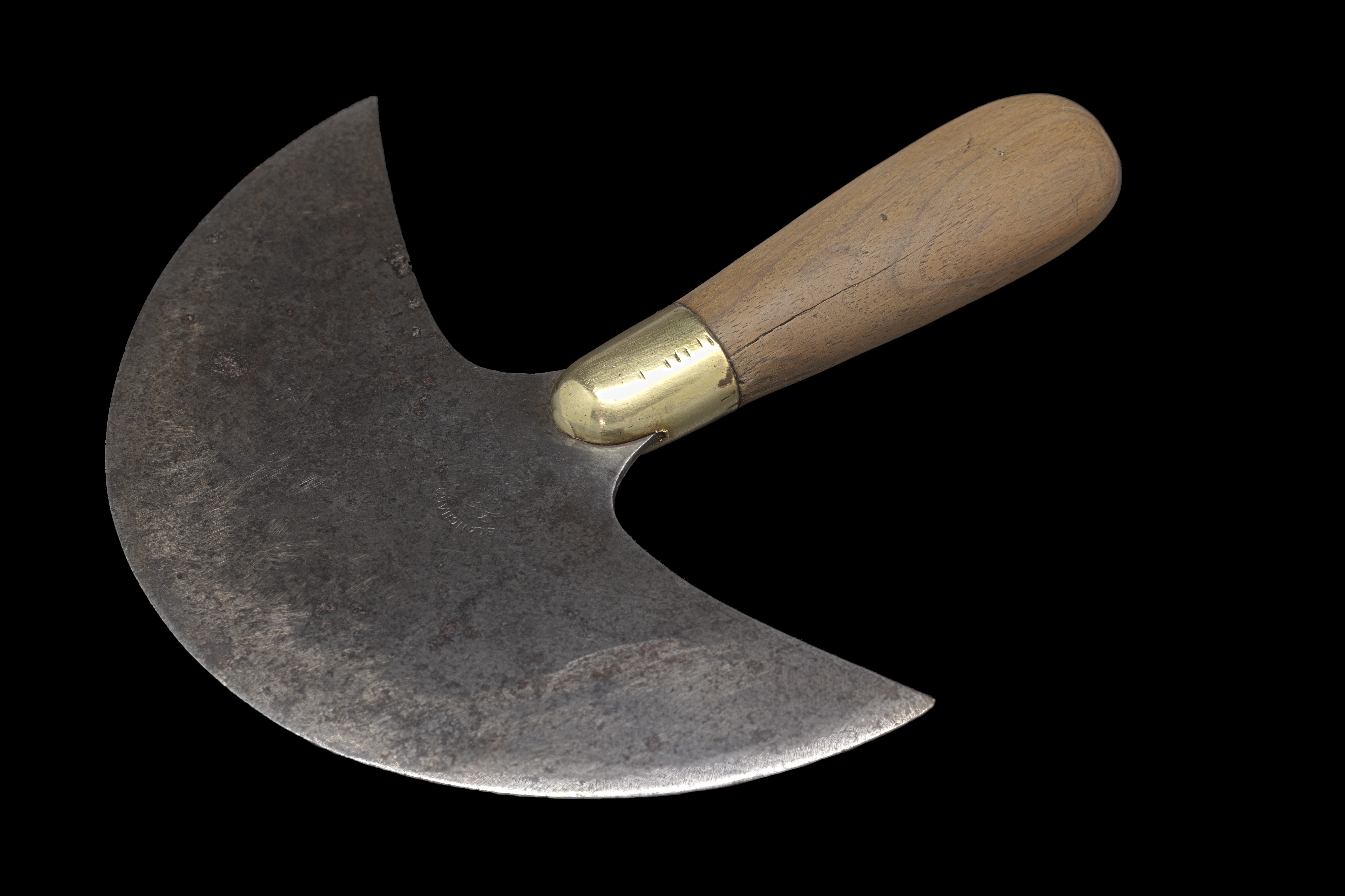
Нож скорняка

Кроме улу имеются и другие подобные ножи. К ним относятся туми — древние торцовые ножи андского региона Южной Америки; выпускающиеся с XIX века ножи для резки и рубки мяса; ножи, применяемые при производстве сигар; а также один из видов раскроечных ножей для скорняжных работ. Последние применялись в Европе с бронзового века и в античности, например, в Древнем Египте и Древнем Риме. Предполагается их использование в кобанской культуре бронзового века на Кавказе. В средневековье они были завезены в Северное Причерноморье. В России такой нож назывался токмачик и появился в XVIII веке.